# Flauta pastoril
A flauta pastoril é uma flauta de três orifícios, tocada com uma só mão, da família das flautas de bisel. A outra mão acompanha a melodia da flauta com um instrumento de percussão que, em Portugal, é o tamboril.

## Distribuição geográfica em Portugal
Tradicionalmente os tocadores deste instrumento encontram-se em Trás-os-Montes - no Planalto Mirandês - e no Alentejo - na margem esquerda do Guadiana, abrangendo os concelhos de Serpa, Moura, Barrancos e Mourão.

## Curiosidades
Os tocadores de flauta pastoril, por norma, são conhecidos como "tamborileiros", designação que noutros pontos do país se destina aos percussionistas de caixas de guerra ou de rufo.